# Gemellisjukhuset

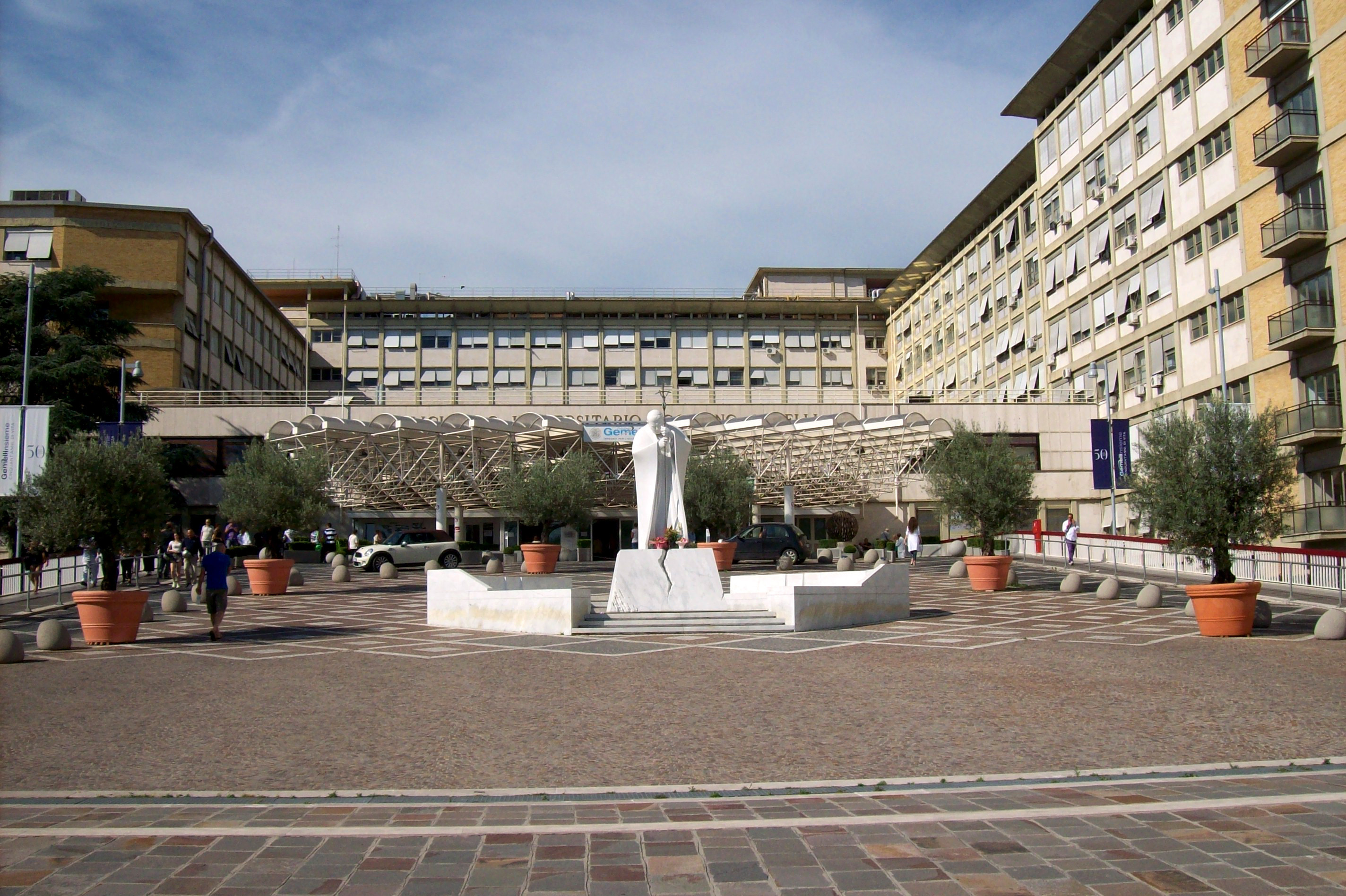
Gemellisjukhusets entré med en staty föreställande påve Johannes Paulus II.

Gemellisjukhuset, italienska: Policlinico Agostino Gemelli, formellt: Fondazione Policlinico Universitario Agostino Gemelli IRCCS – Università Cattolica del Sacro Cuore, är ett sjukhus i nordvästra Rom i Italien. Sjukhuset, som är beläget i quartiere Trionfale, öppnades i juli 1964.
Sjukhusets kapell heter Chiesa Centrale della Università Cattolica del Sacro Cuore.
Bland de kända personer som har vårdats på Gemellisjukhuet återfinns påvarna Johannes Paulus II och Franciskus.

## Bilder

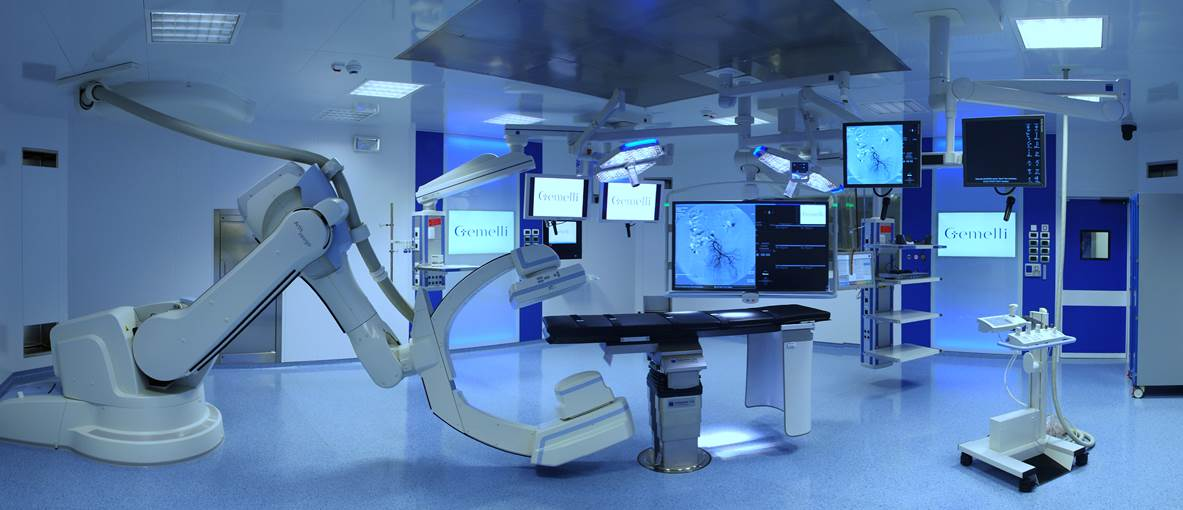
Operationssal.
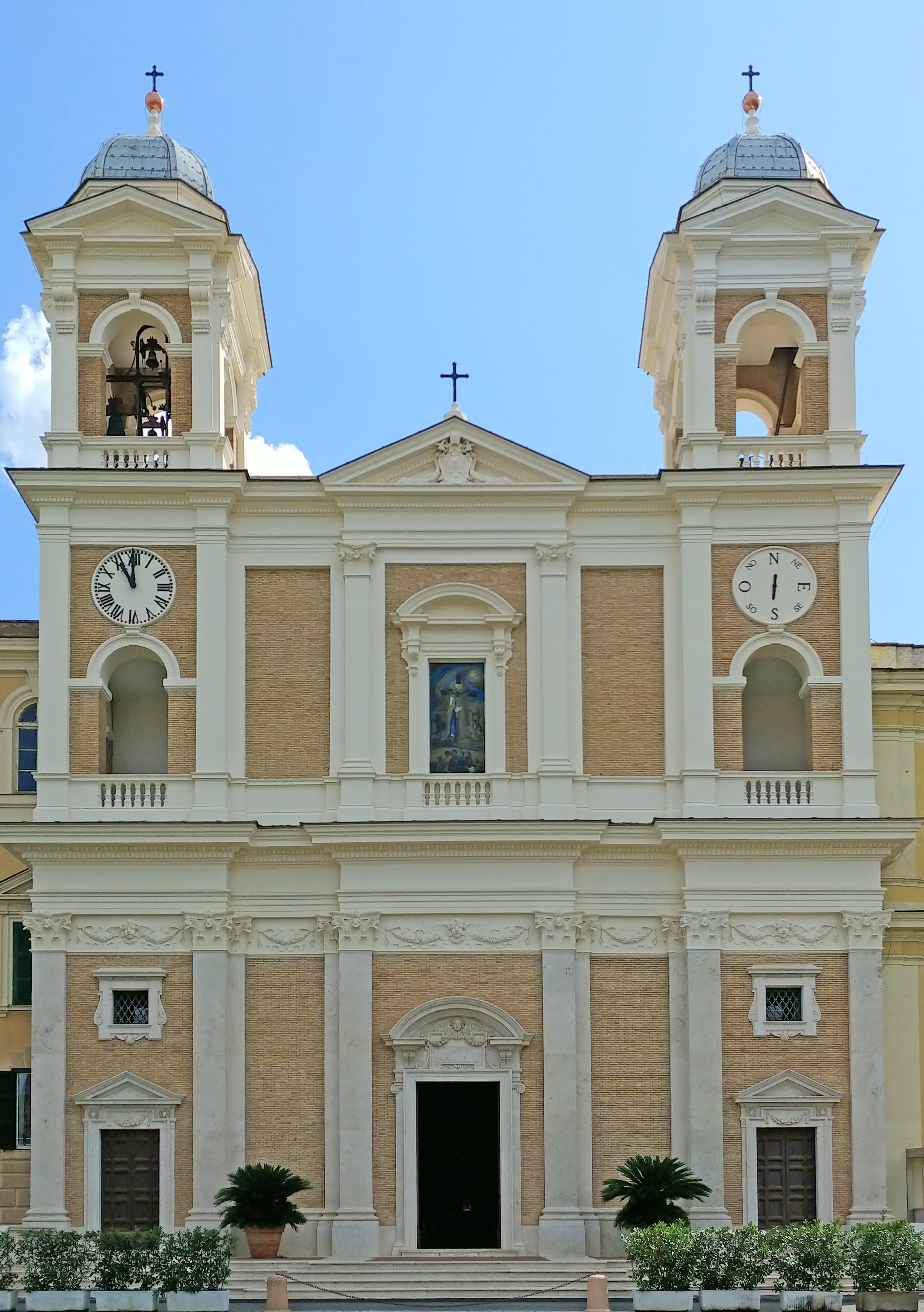
Chiesa Centrale della Università Cattolica del Sacro Cuore – fasaden vid Largo Francesco Vito.
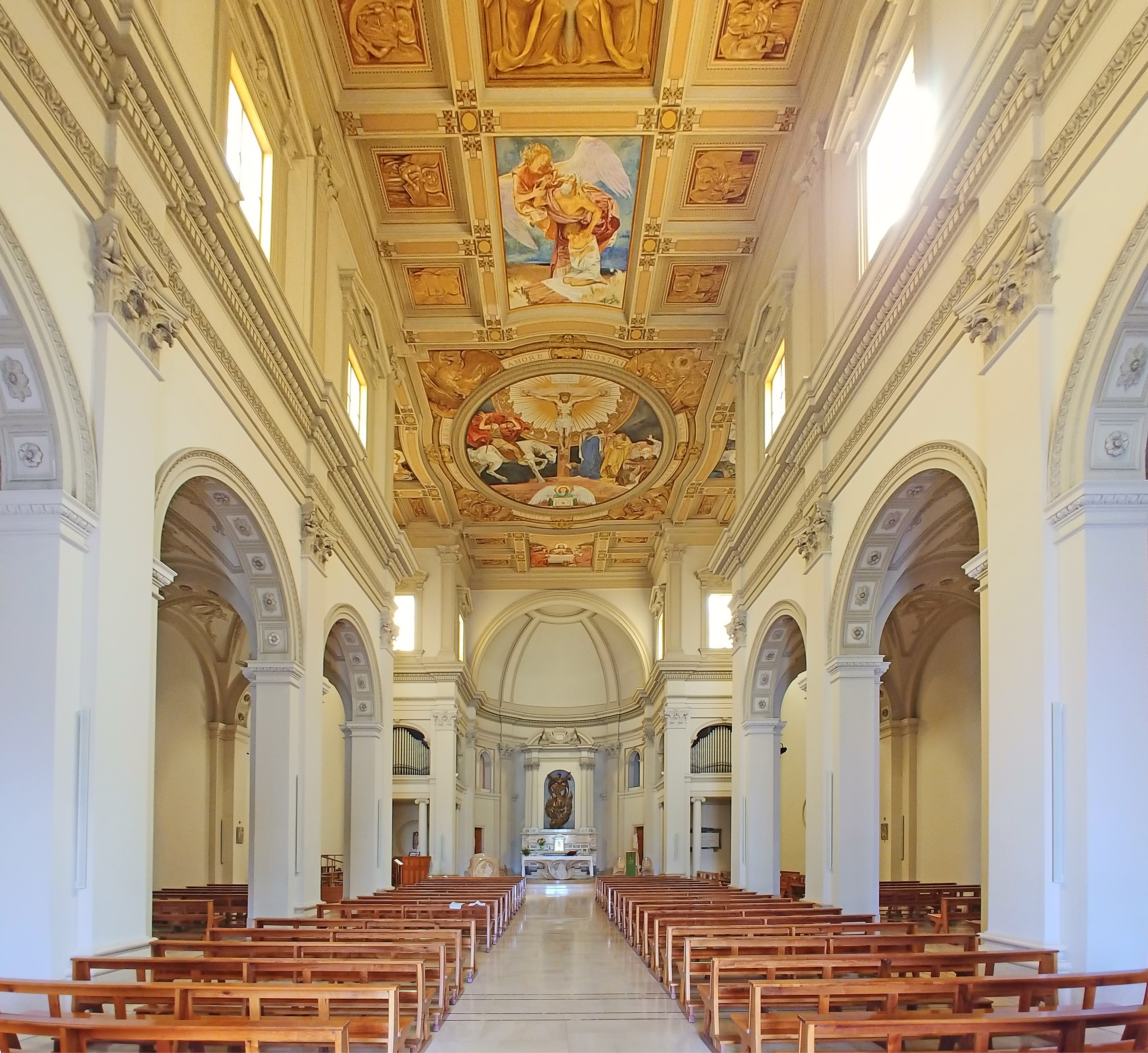
Chiesa Centrale della Università Cattolica del Sacro Cuore – interiören.